# Zwenkauer See
Zwenkauer See je jezero ve spolkové zemi Sasko, ležící 12 kilometrů jižně od Lipska. Nachází se na místě bývalého hnědouhelného povrchového dolu Zwenkau a vzniklo jako rekultivace.
Pro turistické využití bylo jezero otevřeno 9. května 2015. Rozlohou 9,7 km² a obvodem 22 km je Zwenkauer See největším jezerem v Neuseenlandu.

## Turismus
Jezero této velikosti nabízí značný turistický potenciál pro region. Město Zwenkau a výbor složený z nejvyšších představitelů měst Lipska a Zwenkau se snaží tento potenciál využít.
Již od roku 2005 se uvažuje o výstavbě rekreačního areálu na severu jezera. Plánován je vznik 400 domů a hotelu, již vznikla volnočasová zařízení na březích. Uvažuje se, a to od roku 2006, i o propojení jezera s ostatními vodními plochami v regionu.